# Lynchburg (Carolina del Sud)
Lynchburg és una població dels Estats Units a l'estat de Carolina del Sud. Segons el cens del 2000 tenia 588 habitants.

## Demografia
Segons el cens del 2000, Lynchburg tenia 588 habitants, 222 habitatges i 138 famílies. La densitat de població era de 200,9 habitants/km².
Dels 222 habitatges en un 29,7% hi vivien nens de menys de 18 anys, en un 32,4% hi vivien parelles casades, en un 27% dones solteres, i en un 37,4% no eren unitats familiars. En el 32,9% dels habitatges hi vivien persones soles el 14,4% de les quals corresponia a persones de 65 anys o més que vivien soles. El nombre mitjà de persones vivint en cada habitatge era de 2,65 i el nombre mitjà de persones que vivien en cada família era de 3,29.
Per edats la població es repartia de la següent manera: un 26% tenia menys de 18 anys, un 14,3% entre 18 i 24, un 26,5% entre 25 i 44, un 19,4% de 45 a 60 i un 13,8% 65 anys o més.
L'edat mediana era de 33 anys. Per cada 100 dones de 18 o més anys hi havia 87,5 homes.
La renda mediana per habitatge era de 19.250 $ i la renda mediana per família de 33.750 $. Els homes tenien una renda mediana de 22.125 $ mentre que les dones 19.318 $. La renda per capita de la població era de 14.608 $. Entorn del 29,8% de les famílies i el 31,1% de la població estaven per davall del llindar de pobresa.

## Poblacions més properes
El següent diagrama mostra les poblacions més properes.